# Cyanide and Happiness
 (décembre 2021).
Si vous disposez d'ouvrages ou d'articles de référence ou si vous connaissez des sites web de qualité traitant du thème abordé ici, merci de compléter l'article en donnant les références utiles à sa vérifiabilité et en les liant à la section « Notes et références ».
Cyanide and Happiness (littéralement « cyanure et bonheur ») est une bande dessinée en ligne écrite par quatre auteurs caractérisée par le dessin simpliste des personnages et un humour très cynique. Chaque jour, une nouvelle planche est publiée. Le nombre de cases du strip peut varier de un à quarante-cinq (mais le plus souvent entre quatre et huit).

## Style
Les dessins de Cyanide and Happiness sont très épurés : les personnages sont dépourvus de tous détails superflus, et les décors sont pour la plupart du temps inexistants (fond blanc). Sauf rares exceptions, aucun personnage n'est récurrent : chaque planche met en scène des protagonistes différents, souvent dessinés de façon similaire (des détails comme leurs costumes permettent de les différencier). Quant à l'humour de Cyanide and Happiness, il est très noir : il n'est pas rare que les planches parlent de la mort, de prostitution, d'agression, de crise, de conflit, de criminalité, d'abus, d’arrestation illégale, de colère, de meurtre, de folie, de pornographie, de nudité, de sexe, de sur-protection, de maltraitance (même sur un enfant), de tromperie, d'emprisonnement, de cruauté animale, de licenciement, de dispute, de trahison, de psychose, de méchanceté, de refus, de psychopathie, de violence, de maladie, de suicide ou encore de viol. Toutefois, certaines planches penchent plutôt du côté de l'humour absurde, par exemple lorsque le gag est basé sur un jeu de mots.

## Let Dave Into America
Un des auteurs, Dave McElfatrick, participait à la création des comics animés depuis l'Irlande. Il demanda au service de l'immigration des États-Unis un visa temporaire de classe O1 au titre d'accueil d'étranger pour continuer un travail artistique de grande renommée. Sa demande a été refusée, au motif de notoriété de son travail insuffisante. L'équipe des rédacteurs mit en place le 28 juillet 2010 une pétition électronique invitant les lecteurs à signer pour appuyer sa demande, récoltant près de 132 000 signatures en trois semaines.
Le 1er septembre, les autorités américaines décident de lui accorder le visa.

## Publication
En janvier 2010, les auteurs ont publié leur premier livre  (ISBN 0061914797), regroupant 160 planches, dont 30 créées pour l'occasion.